# آلیدا فان دن بوس
آلیدا فان دن بوس (انگلیسی: Alida van den Bos; ۱۸ ژانویهٔ ۱۹۰۲ – ۱۶ ژوئیهٔ ۲۰۰۳) ژیمناست هنری اهل هلند بود.